# Eddie Charlton (squash)
Pour les articles homonymes, voir Charlton.
Eddie Charlton, né le 11 juillet 1988 à Nottingham, est un joueur professionnel de squash représentant l'Angleterre. Il atteint en avril 2015 la 50e place mondiale sur le circuit international, son meilleur classement. 
Il est marié depuis juillet 2016 avec la joueuse professionnelle Emma Beddoes.